# 太田宏人
太田 宏人（おおた ひろひと、1970年4月1日 - 2018年5月15日）は日本のフリーライター。
南米、特にペルーの日本人墓地や日系布教史の調査が専門。ペルーの日系紙「ペルー新報」元日本語編集長。國學院大學文学部神道学科卒。曹洞宗僧侶。東京都生まれ。
日系ペルー人、葬送、日本仏教、日本におけるペルー人に関する記事が多い。雑誌「怖い噂」、「SOGI」、週刊紙「仏教タイムス」、季刊雑誌「皇室」等に寄稿。

## 著書
- 『曹洞宗慈恩寺(ペルー共和国)位牌リスト』
- 『知られざる日本人』（オークラ出版/ISBN 477550939X[2]）
- 『Nombres en japonés -Nihongo no Namae-』（スペイン語書籍）
- 『逝く人・送る人 葬送を考える』（三一書房/ISBN 978-4-380-08504-8[3]）
- 『110年のアルバム―日本人ペルー移住110周年記念誌』（現代史料出版/ISBN 4877852018[4]）
- 『いまどき養生訓』(オークラ出版/ISBN 4775512854)[5]